# Awin
Awin é uma comunidade não incorporada localizada no condado de Wilcox, no estado norte-americano do Alabama.